# Hästhagen, Söderfors
Hästhagen (i folkmun även Sarajevo) var ett bostadskvarter som låg i Söderfors, en del av Tierps kommun.
Området, som bestod av sju hus med totalt 157 lägenheter, byggdes i mitten 60-talet, då bruksbygden fortfarande var under expansion, och de första hyresgästerna flyttade in år 1967 redan innan kvarteret var färdigt. I mitten av 70-talet avvecklades stora delar av bruket, vilket fick till följd att efterfrågan på bostäder minskade. Under senare delen av 70-talet och början av 80-talet valde många hyresgäster att lämna Hästhagen till förmån för egna hem. År 1976 föreslog Tierps kommun en expansion av Hästhagen i form av villor, vilket ej genomfördes. Följden blev att många lägenheter kom att stå outhyrda. Områdets ägare Conrent AB fick finansiella problem, men lyckades hyra ut några längor till Röda Korset och år 1989 merparten av fastigheterna till Invandrarverket. Området användes som flyktingförläggning fram till 1994, då behovet upphörde. Conrent fick då allvarliga ekonomiska problem och valde att riva Hästhagen för att rädda företaget.
Ganska omgående efter att rivningen påbörjats försattes Conrent AB i konkurs den 6 september 1996, vilket fick till följd att rivningen avbröts. Den juridiska konsekvensen blev att området blev herrelöst och utan ägare. Tierps kommun ville inte stå för rivningskostnaderna utan menade att staten skulle bekosta en rivning. Under närmare ett decennium pågick diskussioner om ansvarsfrågan. Under denna tid kom Hästhagen att förfalla än mer, med ungdomar som spelade paintball runtom de öde byggnaderna. I samma veva blev Hästhagen ett populärt resmål inom Urban exploration. Hästhagen blev i folkmun kallat Sarajevo, då befolkningen ansåg att området hade liknelser med Bosniens huvudstad under Bosnienkriget.
Efter många turer lovade slutligen staten år 2006 att stå för halva rivningskostnaden, men sköts upp i och med riksdagsvalet i Sverige 2006. Arbetet med att riva området startade året därefter. Varje huskropp revs och begravdes i sin egen källare. Hela området täcktes med jord och gräs såddes. Att eventuellt bebygga Hästhagen igen, denna gång med villor, var vid ett uttalande 2008 enligt kommunalrådet i Tierps kommun inte helt omöjligt. I praktiken skulle detta dock innebära att det skulle vara nödvändigt att schakta upp hela området och transportera bort de begravda huskropparna, vilket gör byggplanerna mindre sannolika. Förutom detta skulle ett sådant projekt vara ekonomiskt tveksamt i sken av Söderfors befolkningsutveckling.[källa behövs]